# Боткіно
Боткіно (рос. Боткино) — селище Озерського міського округу, Калінінградської області Росії. Входить до складу Новостроєвського сільського поселення.
Населення —  16 осіб (2015 рік). 

## Населення
| 2002 | 2010 |
| ---- | ---- |
| 16   | →16  |